# 남방 참다랑어 보존 위원회
남방 참다랑어 보존 위원회(Commission for the Conservation of Southern Bluefin Tuna, CCSBT)는 태평양수역 참치자원 보존관리를 논의하기 위하여 1994년 5월 설립된 수산 기구이다. 회원국은 호주, 뉴질랜드, 일본, 한국, 대만, 인도네시아 등 6개국이다. 본부는 오스트레일리아 캔버라에 있다.  대한민국은 2001년 10월 17일에 가입하였다.